# Harry Game
Harry Game (ur. 27 września 1923, zm. 26 marca 2017) – angielski trener piłkarski.

## Kariera
W latach 1950–1953 Game prowadził grecki Panathinaikos AO. W 1953 roku zdobył z nim mistrzostwo Grecji. W tym samym roku został trenerem belgijskiego Royalu Antwerp. W 1955 roku wygrał z nim rozgrywki Pucharu Belgii, a w 1957 roku wywalczył mistrzostwo Belgii. W 1960 roku Game wrócił do Panathinaikosu. W 1961 roku, a także w 1962 roku zdobył z nim mistrzostwo Grecji. Zespół Panathinaikosu prowadził do roku 1963. Potem przez dwa lata ponownie trenował Royal Antwerp.

## Źródła
- Harry Game, [w:] baza Transfermarkt (trenerzy-kluby) [dostęp 2020-12-19].